# Tephritis heiseri
Tephritis heiseri är en tvåvingeart som beskrevs av Georg von Frauenfeld 1865. Tephritis heiseri ingår i släktet Tephritis och familjen borrflugor. Inga underarter finns listade i Catalogue of Life.